# Spencer Dinwiddie
Spencer Gray Dinwiddie (* 6. April 1993 in Los Angeles, Kalifornien) ist ein US-amerikanischer Basketballspieler, der seit 2024 für die Dallas Mavericks in der NBA spielt.

## Karriere
Spencer Dinwiddie spielte zunächst drei Jahre für die Buffaloes der University of Colorado Boulder, bevor er sich zur NBA Draft 2014 anmeldete. Er wurde an 38. Stelle von den Detroit Pistons ausgewählt. Am 21. Juli 2014 unterschrieb er einen Dreijahresvertrag bei den Pistons. Sein NBA-Debüt bestritt Dinwiddie am 29. Oktober 2014 bei einer 79:89-Niederlage gegen die Denver Nuggets, als er in sieben Minuten Spielzeit eine Korbvorlage gab. Am 20. Februar 2015 zeigte er im Spiel gegen die Chicago Bulls seine beste Leistung in der Saison 2014/15, als er erstmals in der Anfangsaufstellung stand und 12 Punkte sowie 9 Vorlagen verbuchte. In seiner Zeit bei den Pistons spielte Dinwiddie auch des Öfteren für deren Farmteam in der NBA Gatorade League, den Grand Rapids Drive.
Am 17. Juni 2016 wechselte Dinwiddie im Austausch für Cameron Bairstow zu den Chicago Bulls. Die Bulls entließen ihn am 7. Juli und verpflichteten ihn am Ende desselben Monats erneut. Nachdem er in fünf Vorbereitungsspielen der Chicago Bulls mitgewirkt hatte, wurde er am 21. Oktober 2016 erneut entlassen. Am 30. Oktober 2016 wurde Dinwiddie von den Windy City Bulls, dem Farmteam der Chicago Bulls in der D-League, unter Vertrag genommen. Bei Windy City erzielte er in 37,4 Minuten pro Spiel durchschnittlich 19,4 Punkte.
Am 8. Dezember 2016 unterschrieb Dinwiddie einen Vertrag bei den Brooklyn Nets. Sein erstes Spiel bestritt er zwei Tage später, als bei der 101:130-Niederlage gegen die San Antonio Spurs zehn Minuten am Feld stand. In der Saison 2017/18 schaffte Dinwiddie den Durchbruch in der NBA. Er war in der überwiegenden Spielzeit der Stamm-Point-Guard der Nets. Beim NBA-All-Star-Wochenende 2018 gewann Dinwiddie außerdem die Skills Challenge. Bei der 105:118-Niederlage gegen die San Antonio Spurs am 19. Dezember 2019 erzielte er mit 41 Punkten einen neuen persönlichen NBA-Höchstwert und erreichte am 10. Januar 2020 im Spiel gegen die Miami Heat mit 14 Assists eine weitere Bestmark.
Am 6. August 2021 wechselte Dinwiddie zu den Washington Wizards und wurde am 10. Februar 2022 von Washington Wizards an die Dallas Mavericks abgegeben. Zusammen mit Dorian Finney-Smith schloss er sich im Februar 2023 den Brooklyn Nets an.
Am 8. Februar 2024 kam er im Rahmen eines Spielertauschs zu den Toronto Raptors. Als diese seinen Vertrag kurz darauf wieder auflösten, unterschrieb er am 10. Februar 2024 bei den Los Angeles Lakers.
Anfang August 2024 wurde er erneut von den Dallas Mavericks verpflichtet.

## Karriere-Statistiken

### NBA

#### Hauptrunde
| Saison  | Team                | GP  | GS  | MPG  | FG % | 3P % | FT %  | RPG | APG | SPG | BPG | PPG  |
| ------- | ------------------- | --- | --- | ---- | ---- | ---- | ----- | --- | --- | --- | --- | ---- |
| 2014–15 | Detroit             | 34  | 1   | 13.4 | .302 | .185 | .912  | 1.4 | 3.1 | 0.6 | 0.2 | 4.3  |
| 2015–16 | Detroit             | 12  | 0   | 13.3 | .352 | .100 | .576  | 1.4 | 1.8 | 0.3 | 0.0 | 4.8  |
| 2016–17 | Brooklyn            | 59  | 18  | 22.6 | .444 | .376 | .792  | 2.8 | 3.1 | 0.7 | 0.4 | 7.3  |
| 2017–18 | Brooklyn            | 80  | 58  | 28.8 | .387 | .326 | .813  | 3.2 | 6.6 | 0.9 | 0.3 | 12.6 |
| 2018–19 | Brooklyn            | 68  | 4   | 28.1 | .442 | .335 | .806  | 2.4 | 4.6 | 0.6 | 0.3 | 16.8 |
| 2019–20 | Brooklyn            | 64  | 49  | 31.2 | .415 | .308 | .778  | 3.5 | 6.8 | 0.6 | 0.3 | 20.6 |
| 2020–21 | Brooklyn            | 3   | 3   | 21.3 | .375 | .286 | 1.000 | 4.3 | 3.0 | 0.7 | 0.3 | 6.7  |
| 2021–22 | Washington / Dallas | 67  | 51  | 29.6 | .416 | .339 | .774  | 4.2 | 5.2 | 0.7 | 0.2 | 13.7 |
| 2022–23 | Dallas / Brooklyn   | 79  | 79  | 34.5 | .438 | .369 | .812  | 3.4 | 6.5 | 0.8 | 0.3 | 17.3 |
| Gesamt  | Gesamt              | 466 | 263 | 27.8 | .417 | .333 | .795  | 3.1 | 5.3 | 0.7 | 0.3 | 13.8 |

#### Play-offs
| Saison  | Team     | GP | GS | MPG  | FG %  | 3P % | FT % | RPG | APG | SPG | BPG | PPG  |
| ------- | -------- | -- | -- | ---- | ----- | ---- | ---- | --- | --- | --- | --- | ---- |
| 2015–16 | Detroit  | 1  | 0  | 2.0  | 1.000 | .000 | .000 | 0.0 | 1.0 | 0.0 | 0.0 | 2.0  |
| 2018–19 | Brooklyn | 5  | 0  | 26.2 | .435  | .375 | .714 | 2.6 | 1.6 | 0.4 | 0.0 | 14.6 |
| 2021–22 | Dallas   | 18 | 3  | 27.8 | .417  | .417 | .821 | 2.4 | 3.6 | 0.8 | 0.3 | 14.2 |
| 2022–23 | Brooklyn | 4  | 4  | 39.8 | .431  | .389 | .682 | 3.3 | 6.5 | 1.3 | 0.3 | 16.5 |
| Gesamt  | Gesamt   | 28 | 7  | 28.3 | .425  | .406 | .777 | 2.5 | 3.6 | 0.8 | 0.3 | 14.1 |